# 살인자들 (1946년 영화)
《살인자들》(영어: The Killers 또는 A Man Alone)은 1946년 개봉한 미국의 누아르 영화이다. 로버트 시오드맥이 감독을 맡았으며, 어니스트 헤밍웨이가 쓴 동명의 단편 소설이 영화의 원작이다. 2008년 미국 국립영화등기부에 등재되었다.

## 줄거리
1946년, 두 명의 전문 히트맨이 뉴저지주 브렌트우드에 도착하여 "스웨드"로 알려진 주유소 직원 피트 룬드를 살해한다. 식당에서 두 사람에게 맞닥뜨린 룬드의 동료 닉 애덤스는 그에게 경고한다. 이상하게도 룬드는 도망치려 하지 않고, 자신의 방에서 총에 맞아 죽는다.
생명보험 조사관 짐 리어든은 스웨드의 2,500달러 보험금 수혜자를 찾아 지불하라는 임무를 맡는다. 죽은 남자의 친구들과 지인들을 추적하고 인터뷰하면서 리어든은 끈질기게 그의 이야기를 조합한다. 스웨드는 올레 앤더슨이라는 이름의 전직 복서이자 폭력배였다. 올레의 어린 시절 친구인 필라델피아 경찰관 샘 루빈스키 경위는 특히 도움이 된다.
회상에서 스웨드의 복싱 경력이 부러진 손으로 인해 단축되었음이 드러난다. 루빈스키의 경찰 합류 제안을 거절한 스웨드는 범죄 두목 "빅 짐" 콜팩스와 엮이고, 평범하고 충성스러운 여자친구 릴리를 버리고 더 매력적인 키티 콜린스에게 빠진다. 이제 릴리와 결혼한 루빈스키가 키티가 훔친 보석을 착용한 것을 발견하자, 스웨드는 범죄를 자백하고 루빈스키를 때리고 도주하여 3년 형을 선고받는다.
형기를 마친 스웨드, "덤덤" 클라크, "블링키" 프랭클린은 콜팩스가 기획한 해컨색 (뉴저지주)에서의 급여 강도에 모집된다. 키티가 콜팩스와 관계를 맺고 있다는 사실이 문제를 복잡하게 만든다. 강도는 갱단에게 254,912달러를 안겨준다. 그들의 은신처가 불타자, 스웨드를 제외한 모든 사람에게 새로운 만남 장소가 통보된다. 키티는 스웨드에게 갱단이 자신을 배신하고 있다고 말하며, 총을 들고 모든 돈을 가져가 도망치도록 부추긴다. 키티는 나중에 애틀랜틱시티에서 그를 만나지만, 그 후 돈을 가지고 사라진다.
현재, 리어든은 브렌트우드에 있는 스웨드의 옛 방을 감시한다. 덤덤은 전리품을 찾기 위해 몰래 들어간다. 리어든은 그를 맞닥뜨리지만, 체포되기 전에 도망친다. 리어든은 나중에 은신처 화재가 주장된 시간보다 몇 시간 후에 발생했음을 확인받는다. 이 중요한 단서로 그는 마침내 퍼즐을 풀기 시작한다.
리어든은 피츠버그에서 성공한 건축 계약업자인 콜팩스를 방문한다. 그는 키티의 행방을 전혀 모른다고 주장한다. 리어든은 키티를 유죄로 만들 충분한 증거를 가지고 있다고 거짓말한다. 얼마 후 리어든은 키티로부터 전화를 받는데, 키티는 그린 캣이라는 나이트클럽에서 만나자고 제안한다. 그곳에서 키티는 자신을 콜팩스에게서 구하기 위해 스웨드에게 그를 배신한 사람들을 붙잡아 돈을 가져가도록 설득했다고 주장한다. 그녀는 애틀랜틱시티에서 돈을 훔쳐 도망쳤음을 인정하고, 자신에게 불리한 증거를 가지고 있다는 리어든의 말을 믿고 자신을 구하기 위해 콜팩스를 희생양으로 제공하는 데 동의한다. 그녀가 화장실에 가기 위해 자리를 비우자, 스웨드의 히트맨들이 나이트클럽에 도착하여 리어든을 죽이려 한다. 이러한 대결을 예상한 리어든과 루빈스키는 두 사람을 처치하는 데 성공한다. 리어든이 키티를 찾으러 가자, 그녀가 화장실 창문으로 도망쳤음을 발견한다.
리어든과 루빈스키는 경찰의 호위를 받아 콜팩스의 저택으로 향한다. 그들은 도착하자마자 덤덤과 콜팩스가 총격전으로 서로에게 치명상을 입히는 총소리를 듣는다. 루빈스키는 콜팩스에게 거의 죽어가는 상태에서 왜 스웨드를 죽였는지 묻는다. 콜팩스는 자신과 키티가 결혼했다는 사실을 아는 다른 갱단원들이 자신처럼 스웨드를 우연히 만나 두 사람이 모두를 배신했다는 사실을 깨달을까 봐 두려워 청부 살인을 인정한다. 키티는 무릎을 꿇고 콜팩스에게 임종 고백으로 자신을 무죄로 해달라고 애원하지만, 그는 이미 너무 멀리 가버린 상태였다.

## 출연

### 주연
- 버트 랭카스터
- 에바 가드너

### 조연
- 에드먼드 오브라이언
- 앨버트 데커
- 샘 레빈
- 빈스 바넷
- 버지니아 크리스틴
- 잭 램버트
- 찰스 D. 브라운
- 도널드 맥브라이드
- 찰스 맥그로우
- 윌리엄 콘래드

## 기타
- 미술: 마틴 옵지나
- 미술: 잭 오터슨